# Ferrovie italiane

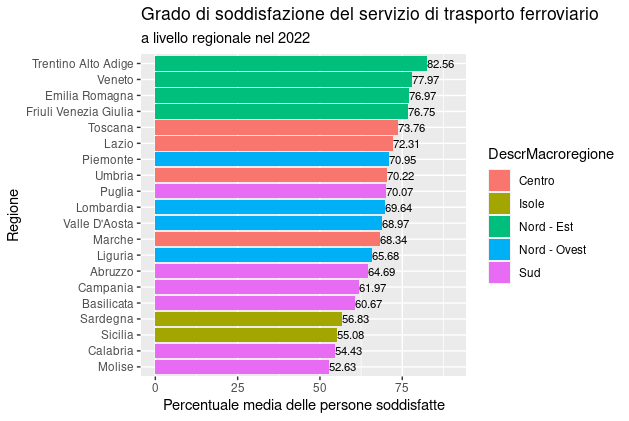
Percentuale media delle persone che si dichiarano soddisfatte delle sette diverse caratteristiche del servizio ferroviario rilevate (frequenza corse, puntualità, possibilità di trovare posto a sedere, pulizia delle vetture, comodità degli orari, costo del biglietto, informazioni sul servizio) sul totale degli utenti del servizio. Fonte:[https://www.istat.it/it/archivio/16777 Istat

La rete delle ferrovie italiane ammonta, al 31 dicembre 2019, a 16779 km di tratte di proprietà statale in esercizio e gestite dalla società Rete Ferroviaria Italiana. A queste vanno sommate quasi 3 000 km di linee secondarie (di cui circa 2 700 km a binario unico) di proprietà regionale e gestite da altre società di capitali pubblici e privati.
A seguito della statalizzazione delle ferrovie italiane e della nascita dell'Azienda autonoma delle Ferrovie dello Stato (1905) per la gestione diretta dell'infrastruttura e dei servizi ferroviari, rimasero in concessione ad imprese private numerose linee già esistenti e di interesse locale, definite brevemente ferrovie in concessione, e successivamente ne furono attivate altre con lo stesso status gestionale. La definizione di ferrovia concessa non è più in uso, se non impropriamente, dal momento che l'istituto della concessione ferroviaria è stato superato e le vecchie ferrovie concesse sono divenute tutte ferrovie regionali di proprietà pubblica delle regioni, sporadicamente assieme ad altre tratte già delle Ferrovie dello Stato Italiane.
Lo sviluppo della rete raggiunse il suo massimo nella prima metà del XX secolo, quando le linee ferroviarie percorrevano ormai ogni parte del territorio nazionale. Era tuttavia presente una disomogeneità in termini di scartamento ferroviario in quanto solo le linee principali erano state costruite a scartamento normale, mentre per tutte le altre si era deciso l'impiego del più economico scartamento ridotto. A partire dagli anni 1950 vennero attuate, a più riprese e fino a tempi recenti, politiche di soppressione di impianti, da molti giudicate controproducenti o inopportune. Dalla politica del cosiddetto taglio dei rami secchi furono colpite quasi esclusivamente le linee a scartamento ridotto, riducendo sensibilmente i costi complessivi di gestione ma anche i chilometri di rete ferroviaria in attività.
Dal 2001 l'infrastruttura ferroviaria nazionale a scartamento ordinario è interamente gestita da RFI e si snoda attraverso tutte le regioni e province italiane.

## Tratte ferroviarie e società esercenti
Le infrastrutture ferroviarie sono distribuite in ciascuna regione italiana. Per quanto riguarda i centri elevati a  capoluoghi di provincia, 112 su 119 sono serviti dalle linee delle Ferrovie dello Stato Italiane; fanno eccezione Andria, Matera e Nuoro, che tuttavia sono servite rispettivamente da linee amministrate da Ferrotramviaria (a scartamento ordinario), Ferrovie Appulo Lucane (a scartamento ridotto) e ARST (a scartamento ridotto); non sono invece raggiunti da linee ferroviarie attive e con regolare servizio viaggiatori i seguenti: Tempio Pausania, Tortolì, Lanusei, Villacidro. Per quanto riguarda questi ultimi, si tratta di capoluoghi istituti nell'ambito della riorganizzazione amministrativa effettuata dalla Regione Autonoma della Sardegna. Ad ogni modo, le linee ferroviarie attive e con regolare servizio viaggiatori attraversano tutti i territori provinciali italiani, ad eccezione della Provincia dell'Ogliastra (istruita nel 2005 e poi nuovamente nel 2025 nell'ambito della riorganizzazione amministrativa effettuata dalla Regione Sardegna ed il cui territorio, in precedenza, era interamente ricompreso nella provincia di Nuoro).
Sono di seguito indicate, per ciascuna società esercente dell'infrastruttura (ed eventualmente anche dei servizi), le rispettive tratte di competenza: la proprietà indicata è quella relativa all'infrastruttura e non quella della società esercente.

### Tratte gestite da Rete Ferroviaria Italiana
Rete Ferroviaria Italiana gestisce le linee ferroviarie di proprietà dello Stato italiano sulla base di una concessione sessantennale.

#### Linee ad alta velocità

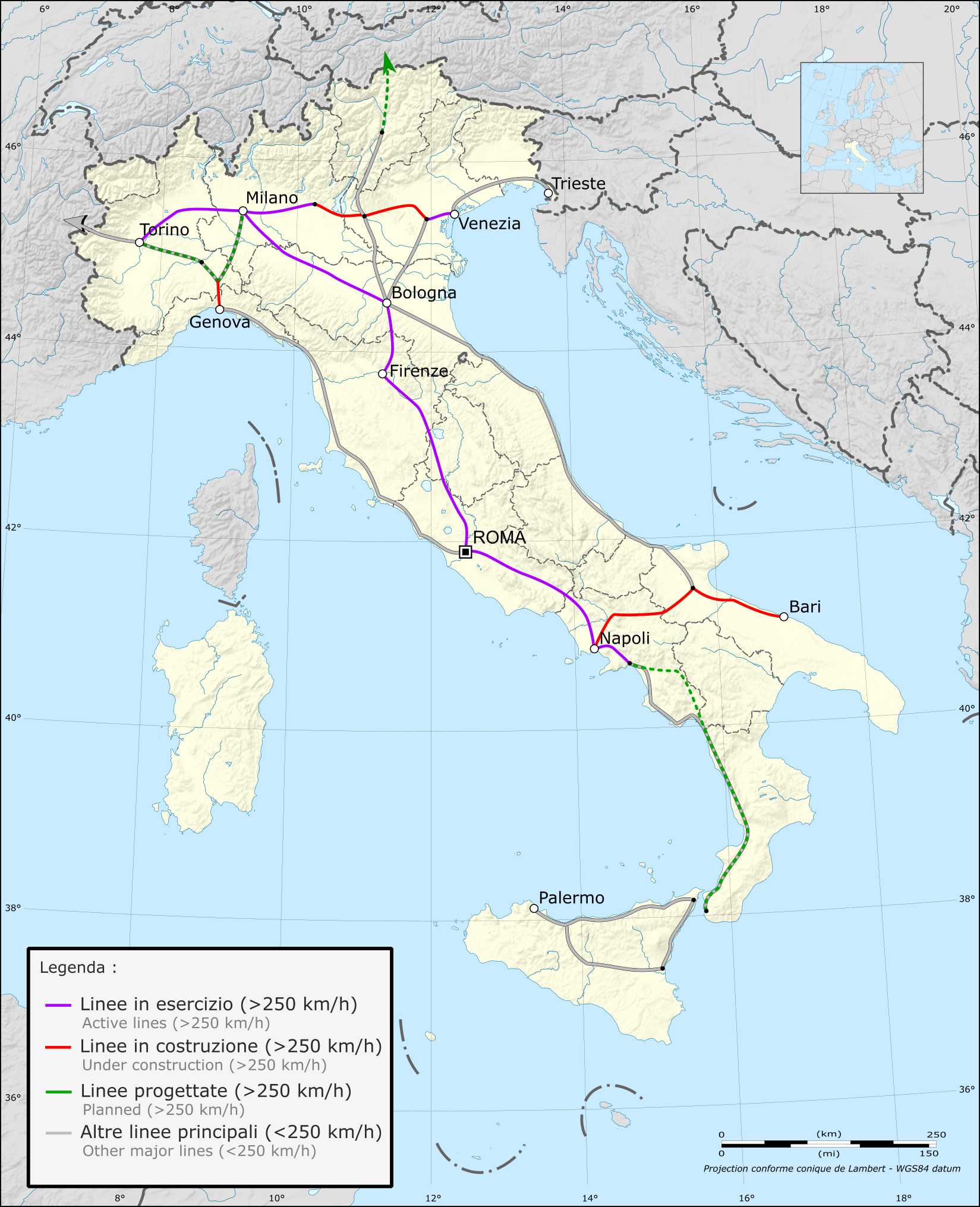

Hanno all'attivo una lunghezza complessiva di 1467 km e sono implementate per fare circolare treni a una velocità superiore a quella tradizionale, ossia al di sopra di un valore minimo che, per quanto riguarda l'Unione europea, nel 2008 è stato fissato a 250 km/h.
- Linea Bologna-Firenze
- Linea Milano-Bologna
- Linea Milano-Verona (in completamento, attiva la Milano-Brescia)
- Linea Napoli-Salerno linea a monte del Vesuvio
- Linea Roma-Napoli
- Linea Torino-Milano
- Linea Tortona/Novi Ligure-Genova terzo valico dei Giovi (in costruzione, apertura prevista per il 2026)
- Linea Verona-Venezia (in completamento, attiva la Padova-Venezia)

Sono in fase di progettazione linee ad alta velocità/alta capacità che collegheranno Venezia con Trieste, Napoli con Bari (già interamente cantierizzata), Salerno con Reggio Calabria e Catania con Palermo e Messina (solo alta capacità).

#### Linee fondamentali
Hanno una lunghezza complessiva di 6468 km, sono caratterizzate da un’alta densità di traffico, da una elevata qualità dell’infrastruttura e comprendono le direttrici internazionali e gli assi di collegamento fra le principali città italiane.
- Ferrovia Alessandria-Piacenza
- Ferrovia Ancona-Lecce Adriatica
- Ferrovia Bologna-Ancona
- Ferrovia Bologna-Firenze Direttissima
- Ferrovia Bologna-Verona
- Ferrovia Domodossola-Milano
- Ferrovia Firenze-Pisa-Livorno Leopolda
- Ferrovia Firenze-Roma Linea Lenta
- Ferrovia Firenze-Roma Direttissima (in adeguamento agli standard AV/AC)
- Ferrovia Gallarate-Laveno
- Ferrovia Genova-Pisa
- Ferrovia Genova-Ventimiglia
- Ferrovia Milano-Bologna
- Ferrovia Milano-Chiasso
- Ferrovia Milano-Venezia
- Ferrovia Milano-Genova
- Ferrovia Napoli-Foggia
- Ferrovia Napoli-Salerno
- Ferrovia Padova-Bologna
- Ferrovia Parma-La Spezia Pontremolese
- Ferrovia Roma-Ancona
- Ferrovia Roma-Cassino-Napoli
- Ferrovia Roma-Formia-Napoli
- Ferrovia Livorno-Roma Tirrenica
- Ferrovia Salerno-Reggio Calabria Tirrenica Meridionale
- Ferrovia Torino-Genova
- Ferrovia Torino-Milano
- Ferrovia Torino-Modane del Frejus
- Ferrovia Tortona-Genova
- Ferrovia Udine-Tarvisio Pontebbana
- Ferrovia Udine-Trieste
- Ferrovia Venezia-Trieste
- Ferrovia Venezia-Udine
- Ferrovia Verona-Innsbruck del Brennero

#### Linee complementari
Hanno una lunghezza complessiva di 9361 km, sono meno frequentate rispetto alle linee fondamentali e costituiscono la maglia di collegamento dei bacini regionali connettendo fittamente tra loro le direttrici principali.
- Ferrovia Alessandria-Cavallermaggiore
- Ferrovia Alessandria-San Giuseppe di Cairo
- Ferrovia Arona-Novara
- Ferrovia Ascoli Piceno-San Benedetto del Tronto
- Ferrovia Asti-Genova
- Ferrovia Avezzano-Roccasecca
- Ferrovia Bari-Taranto
- Ferrovia Barletta-Spinazzola
- Ferrovia Battipaglia-Potenza-Metaponto
- Ferrovia Belluno-Calalzo
- Ferrovia Belluno-Feltre-Treviso
- Ferrovia Benevento-Avellino
- Ferrovia Bergamo-Brescia
- Ferrovia Biella-Novara
- Linea di cintura di Bologna
- Ferrovia Bolzano-Merano
- Ferrovia Brescia-Cremona
- Ferrovia Brescia-Parma
- Ferrovia Cagliari-Golfo Aranci
- Ferrovia Caltanissetta Xirbi-Agrigento
- Ferrovia Campiglia Marittima-Piombino
- Ferrovia Albano-Nettuno
- Ferrovia Cancello-Avellino
- Ferrovia Carmagnola-Bra
- Ferrovia Casarsa-Portogruaro
- Ferrovia Castelbolognese-Ravenna
- Ferrovia Catania-Caltagirone-Gela
- Ferrovia Cecina-Volterra
- Ferrovia Chivasso-Alessandria
- Ferrovia Chivasso-Ivrea-Aosta
- Ferrovia Civitanova Marche-Fabriano
- Ferrovia Codola-Nocera Inferiore
- Ferrovia Colico-Chiavenna
- Ferrovia Como-Lecco
- Ferrovia Cosenza-Sibari
- Ferrovia Cremona-Fidenza
- Ferrovia Cremona-Mantova
- Ferrovia Decimomannu-Iglesias
- Ferrovia Domodossola-Novara
- Ferrovia Empoli-Siena-Chiusi Centrale Toscana
- Ferrovia Faenza-Ravenna
- Ferrovia Ferrandina-Matera (in costruzione, apertura prevista per il 2026)
- Ferrovia Ferrara-Rimini
- Ferrovia Fidenza-Fornovo
- Ferrovia Fidenza-Salsomaggiore Terme
- Ferrovia Firenze-Faenza Faentina
- Ferrovia Firenze-Lucca Maria Antonia
- Ferrovia Foggia-Manfredonia
- Ferrovia Foggia-Potenza
- Ferrovia Fortezza-San Candido della Val Pusteria
- Ferrovia Fossano-Cuneo
- Ferrovia Giulianova-Teramo
- Ferrovia Lamezia Terme-Catanzaro Lido
- Ferrovia Lavezzola-Lugo
- Ferrovia Lecco-Bergamo
- Ferrovia Lecco-Sondrio della Valtellina
- Ferrovia Lucca-Aulla
- Ferrovia Lucca-Pisa
- Ferrovia Lucca-Viareggio
- Ferrovia Luino-Novara
- Ferrovia Mantova-Monselice
- Ferrovia Messina-Siracusa
- Ferrovia Milano-Mortara
- Ferrovia Montebelluna-Camposampiero
- Ferrovia Milano-Lecco
- Linea di cintura di Milano
- Cintura sud di Milano
- Ferrovia Monza-Molteno
- Ferrovia Novara-Alessandria
- Ferrovia Ozieri Chilivani-Porto Torres Marittima
- Ferrovia Padova-Bassano
- Ferrovia Palermo-Agrigento-Porto Empedocle
- Ferrovia Palermo-Catania
- Ferrovia Palermo-Messina
- Ferrovia Palermo-Castelvetrano-Trapani
- Ferrovia Paola-Cosenza
- Ferrovia Pavia-Alessandria
- Ferrovia Pavia-Cremona
- Ferrovia Pavia-Mortara-Vercelli
- Ferrovia Pavia-Stradella
- Ferrovia Piacenza-Cremona
- Ferrovia Pisa-Vada Maremmana
- Ferrovia Pistoia-Bologna Porrettana
- Ferrovia Pontassieve-Borgo San Lorenzo
- Ferrovia Ponte nelle Alpi-Conegliano
- Ferrovia Rocca d'Evandro-Venafro
- Ferrovia Roma-Albano
- Ferrovia Roma-Capranica-Viterbo
- Ferrovia Roma-Fiumicino
- Ferrovia Roma-Frascati
- Ferrovia Roma-Sulmona-Pescara
- Ferrovia Roma-Velletri
- Ferrovia Roma San Pietro-Vigna Clara
- Ferrovia Rovigo-Chioggia
- Ferrovia Sacile-Pinzano Pedemontana Friulana
- Ferrovia Salerno-Arechi
- Ferrovia Salerno-Mercato San Severino
- Ferrovia Santhià-Biella
- Ferrovia Savigliano-Saluzzo-Cuneo
- Ferrovia Seregno-Carnate
- Ferrovia Siena-Grosseto
- Ferrovia Siracusa-Gela-Canicattì
- Ferrovia Sondrio-Tirano dell’Alta Valtellina
- Ferrovia Taranto-Brindisi
- Ferrovia Taranto-Reggio Calabria Jonica
- Ferrovia Termoli-Campobasso
- Ferrovia Terni-Sulmona
- Ferrovia Terontola-Foligno
- Ferrovia Torino-Fossano-Savona
- Ferrovia Torino-Pinerolo
- Ferrovia Torre Annunziata-Castellammare di Stabia-Gragnano
- Ferrovia Trento-Venezia della Valsugana
- Ferrovia Treviglio-Bergamo
- Ferrovia Treviglio-Cremona
- Ferrovia Treviso-Portogruaro
- Ferrovia Trofarello-Chieri
- Ferrovia Udine-Cervignano
- Ferrovia Vairano-Isernia
- Ferrovia Varese-Gallarate
- Ferrovia Varese-Porto Ceresio
- Ferrovia Vercelli-Casale-Valenza
- Ferrovia Verona-Rovigo
- Ferrovia Verona-Mantova-Modena
- Ferrovia Vicenza-Schio
- Ferrovia Vicenza-Treviso
- Ferrovia Villa Literno-Cancello
- Ferrovia Villamassargia-Carbonia
- Ferrovia Viterbo-Attigliano

### Linee transfrontaliere
Sono linee ferroviarie che, attraversando le Alpi, mettono in comunicazione l'Italia con gli Stati confinanti di Francia, Svizzera, Austria e Slovenia.
La gestione dell'infrastruttura è in carico a RFI per le tratte italiane e alle corrispettive imprese estere (SNCF, FFS, ÖBB, e SŽ) per le tratte di competenza, ove non diversamente indicato.
Sono qui elencate seguendo il confine alpino italiano, con partenza da Ventimiglia e arrivo a Trieste.
Italia e Francia:
- Ferrovia Marsiglia-Ventimiglia
- Ferrovia Cuneo-Limone-Ventimiglia del Tenda
- Ferrovia Torino-Modane del Frejus

Italia e Svizzera:
- Ferrovia Domodossola-Briga
- Ferrovia Domodossola-Locarno Vigezzina, a scartamento ridotto (gestita da SSIF nella tratta italiana e FART nella tratta svizzera)
- Ferrovia Cadenazzo-Luino
- Ferrovia Varese-Mendrisio
- Ferrovia Milano-Chiasso
- Ferrovia Tirano-Sankt Moritz del Bernina, a scartamento ridotto (interamente gestita da RhB)

Italia e Austria:
- Ferrovia Verona-Innsbruck del Brennero
- Ferrovia Tarvisio-Sankt Valentin Rodolfiana
- Ferrovia Fortezza - Lienz

Italia e Slovenia:
- Ferrovia Tarvisio-Lubiana dismessa tra Tarvisio Boscoverde e Jesenice
- Ferrovia Gorizia-Nova Gorica
- Ferrovia Jesenice-Trieste

Trieste rappresenta la parte terminale della rete della Ferrovia Transalpina costruita all'epoca dell'Impero austro-ungarico. Della rete (oltre alla sopracitata Rodolfiana) fanno parte anche la ferrovia Vienna-Trieste Meridionale e la ferrovia San Candido-Maribor della Val Drava: entrambe attraversano territorio attualmente italiano, austriaco e sloveno.
Sono in costruzione alcune linee (ad alta capacità) che collegheranno Fortezza con Innsbruck in Austria e Torino con Lione in Francia.
L'Italia, inoltre, è collegata alla Città del Vaticano dalla Ferrovia Vaticana (la ferrovia internazionale più breve al mondo), e dal 1932 al 1944 fu collegata alla Repubblica di San Marino dalla ferrovia Rimini-San Marino (a scartamento ridotto).

### Linee di proprietà regionale

#### A scartamento ordinario
Tratte gestite da ASTRAL
Di proprietà della Regione Lazio:
- Ferrovia Roma-Civita Castellana-Viterbo
- Ferrovia Roma-Lido

Tratte gestite da Ente Autonomo Volturno (EAV)
Di proprietà della Regione Campania:
- Ferrovia Napoli-Piedimonte Matese Alifana divisa in "Alifana bassa" (tratta Napoli-Santa Maria Capua Vetere) e "Alifana alta" (tratta Santa Maria Capua Vetere-Piedimonte Matese)
- Ferrovia Benevento-Cancello della Valle Caudina
- Ferrovia Napoli-Pozzuoli-Torregaveta Cumana
- Ferrovia Napoli-Licola-Torregaveta Circumflegrea

Tratte gestite da Ferrotramviaria (FT)
Di proprietà della Regione Puglia:
- Ferrovia Bari-Barletta
- Ferrovia Bari-San Paolo

Tratte gestite da Società Ferrovie Udine-Cividale (FUC)
Di proprietà della Regione Friuli-Venezia Giulia:
- Ferrovia Udine-Cividale

Tratte gestite da Ferrovie Emilia-Romagna (FER)
Di proprietà della Regione Emilia-Romagna:
- Ferrovia Bologna-Portomaggiore
- Ferrovia Casalecchio-Vignola
- Ferrovia Ferrara-Codigoro
- Ferrovia Modena-Sassuolo
- Ferrovia Parma-Suzzara
- Ferrovia Reggio Emilia-Ciano d'Enza
- Ferrovia Reggio Emilia-Guastalla
- Ferrovia Reggio Emilia-Sassuolo
- Ferrovia Suzzara-Ferrara

Tratte gestite da Ferrovie Nord Milano (FNM) mediante Ferrovienord (FN)
Di proprietà della Regione Lombardia:
- Ferrovia Brescia-Iseo-Edolo
- Ferrovia Milano-Saronno
- Ferrovia Milano-Asso
- Ferrovia Saronno-Como
- Ferrovia Saronno-Novara con diramazione ferrovia Busto Arsizio-Malpensa Aeroporto
- Ferrovia Saronno-Seregno
- Ferrovia Saronno-Varese-Laveno

Tratte gestite da Ferrovie del Gargano (FG)
Di proprietà della Regione Puglia:
- Ferrovia Foggia-Lucera
- Ferrovia San Severo-Peschici

Tratte gestite da Ferrovie del Sud Est (FSE) società interamente partecipata e di proprietà delle Ferrovie dello Stato Italiane
Di proprietà della Regione Puglia:
- Ferrovia Bari-Taranto
- Ferrovia Mungivacca-Putignano
- Ferrovia Martina Franca-Lecce
- Ferrovia Novoli-Gagliano del Capo
- Ferrovia Casarano-Gallipoli
- Ferrovia Lecce-Gallipoli
- Ferrovia Zollino-Gagliano del Capo
- Ferrovia Maglie-Otranto

Tratte gestite da La Ferroviaria Italiana (LFI)
Di proprietà della Regione Toscana:
- Ferrovia Arezzo-Stia Casentinese
- Ferrovia Arezzo-Sinalunga della Val di Chiana

Tratte gestite da Rete Ferroviaria Italiana (RFI)
Di proprietà della Regione Piemonte:
- Ferrovia Settimo Torinese-Pont Canavese Canavesana
- Ferrovia Torino-Ceres

Di proprietà della Regione Umbria:
- Ferrovia Terni-Perugia-Sansepolcro Centrale Umbra

Di proprietà della Regione Puglia:
- Ferrovia Bari-Bitritto

Tratte gestite da Infrastrutture Venete (IV)
Di proprietà della Regione Veneto:
- Ferrovia Adria-Mestre

Tratte gestite da Strutture Trasporto Alto Adige (STA)
Di proprietà della Provincia autonoma di Bolzano:
- Ferrovia Merano-Malles della Val Venosta

Tratte gestite da Trasporto Unico Abruzzese (TUA)
Di proprietà della Regione Abruzzo:
- Ferrovia Sangritana operativa solo tra Marina di San Vito e Lanciano (servizio passeggeri) e tra Fossacesia e Saletti (traffico merci)

### A scartamento ridotto
Tratte gestite da AMT Genova
Di proprietà della Regione Liguria:
- Ferrovia Genova-Casella
- Ferrovia Principe-Granarolo

Tratte gestite da ATAC
Di proprietà di Roma Capitale:
- Ferrovia Roma-Giardinetti senza traffico tra Centocelle e Giardinetti

Tratte gestite da ARST
Di proprietà della Regione Sardegna:
- Ferrovia Cagliari-Isili tra Cagliari e Monserrato riconvertita nella tranvia di Cagliari (metrotranvia)
- Ferrovia Isili-Sorgono[11]
- Ferrovia Macomer-Nuoro
- Ferrovia Macomer-Bosa[11]
- Ferrovia Mandas-Arbatax[11]
- Ferrovia Sassari-Alghero
- Ferrovia Sassari-Sorso tra Sassari e Santa Maria di Pisa affiancata dalla tranvia di Sassari (tram-treno)
- Ferrovia Sassari-Tempio-Palau[11]

Tratte gestite dall'Ente Autonomo Volturno (EAV)
Di proprietà della Regione Campania, parte della rete Circumvesuviana:
- Ferrovia Botteghelle-San Giorgio a Cremano
- Ferrovia Napoli-Pompei-Poggiomarino
- Ferrovia Napoli-Ottaviano-Sarno
- Ferrovia Napoli-Nola-Baiano con diramazione Pomigliano d'Arco-Acerra
- Ferrovia Torre Annunziata-Sorrento

Tratte gestite da Ferrovie Appulo Lucane (FAL)
Società interamente partecipata dal Ministero delle infrastrutture e dei trasporti.
- Ferrovia Bari-Matera-Montalbano Jonico dismessa tra Matera Sud e Montalbano Jonico
- Ferrovia Altamura-Avigliano-Potenza con diramazione ferrovia Avigliano-Avigliano Città

Tratte gestite da Ferrovia Circumetnea (FCE)
In gestione commissariale governativa:
- Ferrovia Paternò-Randazzo-Riposto Circumetnea

Tratte gestite da Ferrovie della Calabria (FC)
Di proprietà della Regione Calabria:
- Ferrovia Cosenza-Catanzaro Lido sospesa tra Rogliano e Soveria Mannelli
- Ferrovia Cosenza-Camigliatello-San Giovanni in Fiore Silana sospesa tra Pedace e San Giovanni in Fiore[11]

Tratte gestite da Strutture Trasporto Alto Adige (STA)
Di proprietà della Provincia autonoma di Bolzano:
- Ferrovia Bolzano-Collalbo del Renon

Tratte gestite da Trentino Trasporti (TTE)
Di proprietà della Provincia autonoma di Trento:
- Ferrovia Trento-Malé-Mezzana

### Tratte con servizio di ferrovia metropolitana

#### Metropolitane di tipo classico
9 linee:
- Metropolitana di Catania, operata da FCE
- Linee M1, M2 e M3 della metropolitana di Milano, operata da ATM
- Linea 1 della metropolitana di Napoli, operata da ANM
- Linea Napoli-Giugliano-Aversa, operata da EAV
- Metropolitana di Roma (tre linee indipendenti: A, B e C), operata da ATAC

#### Metropolitane leggere
6 linee:
- Metropolitana di Genova, operata da AMT
- Metropolitana di Torino, operata da GTT
- Metropolitana di Brescia, operata da Metro Brescia
- Linee M4 e M5 della metropolitana di Milano, operata da ATM
- Linea 6 della metropolitana di Napoli, operata da ANM

### Servizi ferroviari metropolitani
Diverse città italiane possiedono un servizio ferroviario suburbano, operato da Trenitalia o imprese locali sulle rispettive infrastrutture (RFI o reti regionali).

### Passanti
- Passante ferroviario di Catania
- Passante ferroviario di Genova
- Passante ferroviario di Milano
- Passante ferroviario di Napoli
- Passante ferroviario di Palermo
- Passante ferroviario di Torino

### Raccordi
- Raccordi della Zona Industriale Apuana tra Carrara e Massa
- Raccordo ferroviario di Acerra
- Raccordo ferroviario di Castellammare di Stabia
- Raccordo ferroviario di Torre Annunziata
- Raccordo ferroviario Trieste Aquilinia-Grandi Motori
- Raccordo portuale di Salerno

### Linee dismesse
Di seguito sono indicate le linee dismesse e chiuse al traffico, le varianti di tracciato delle linee ancora attive e le linee incompiute.

#### Linee delle Ferrovie dello Stato
- Ferrovia Agrigento-Naro-Licata
- Ferrovia Airasca-Saluzzo
- Ferrovia Albano-Nettuno dismessa tra Albano e Bivio Carroceto
- Ferrovia Alcantara-Randazzo
- Ferrovia Ancona-Ancona Marittima
- Ferrovia Avenza-Carrara
- Ferrovia Bastia Mondovì-Mondovì
- Ferrovia Bivio Mirano-Bivio Carpenedo linea dei Bivi dismessa tra Bivio Mirano e Bivio Carpenedo
- Ferrovia Bra-Ceva
- Ferrovia Bricherasio-Barge
- Ferrovia Brunico-Campo Tures
- Ferrovia Busca-Dronero della Valle Maira
- Ferrovia Cancello-Torre Annunziata
- Ferrovia Castelvetrano-Porto Empedocle
- Ferrovia Castelvetrano-San Carlo-Burgio
- Ferrovia Cava Carbonara-Cava Manara
- Ferrovia Cerignola Campagna-Cerignola Città
- Ferrovia Cervignano-Aquileia-Pontile per Grado
- Ferrovia Chiusa-Plan della Val Gardena
- Ferrovia Cuneo-Boves-Borgo San Dalmazzo
- Ferrovia Desenzano-Desenzano Porto Maratona
- Ferrovia Dittaino-Leonforte
- Ferrovia Dittaino-Piazza Armerina-Caltagirone
- Ferrovia Ellera-Tavernelle
- Ferrovia Fano-Urbino Metaurense
- Ferrovia Gemona del Friuli-Casarsa dismessa tra Pinzano e Casarsa
- Ferrovia Genova Bolzaneto-Genova Sampierdarena binario industriale in sponda destra del Polcevera
- Ferrovia Lercara-Filaga-Magazzolo
- Ferrovia Lonigo-Lonigo Città
- Ferrovia Lucca-Pontedera
- Ferrovia Margherita di Savoia Ofantino-Margherita di Savoia
- Ferrovia Mezzocorona-Mezzolombardo
- Ferrovia Montebelluna-Susegana
- Ferrovia Moretta-Cavallermaggiore
- Ferrovia Mori-Arco-Riva
- Ferrovia Motta Sant'Anastasia-Regalbuto
- Ferrovia Noto-Pachino del vino
- Ferrovia Palazzolo-Paratico dismessa tra Paratico-Sarnico e il pontile sul lago d'Iseo
- Ferrovia Palermo-Corleone-San Carlo
- Ferrovia Palo-Ladispoli
- Ferrovia Palmanova-San Giorgio di Nogaro
- Ferrovia Pisa Centrale-Pisa Aeroporto
- Ferrovia Poggibonsi-Colle Val d'Elsa
- Ferrovia Rezzato-Vobarno
- Ferrovia Roma Nomentana-Roma San Pietro Cintura Nord dismessa la prima linea
- Ferrovia San Vito al Tagliamento-Motta di Livenza
- Ferrovia Santa Ninfa-Salemi
- Ferrovia Sparanise-Gaeta (prevista la riapertura del tratto Formia-Gaeta)
- Ferrovia Spinazzola-Spinazzola Città
- Ferrovia Treviso-Ostiglia
- Ferrovia Trieste-Buie-Parenzo Parenzana
- Ferrovia Trieste-Erpelle della Val Rosandra
- Ferrovia Trieste Campo Marzio Smistamento-Trieste Centrale Scalo linea delle Rive
- Ferrovia Urbino-Fabriano dismessa tra Pergola e Urbino
- Ferrovia Velletri-Segni
- Ferrovia Velletri-Terracina dismessa tra Velletri e Priverno-Fossanova

#### Linee di altri gestori
- Ferrovia Adria-Ariano Polesine
- Ferrovia Agnone-Pescolanciano
- Ferrovia Archi-Atessa parte della Ferrovia Sangritana
- Ferrovia Arezzo-Fossato di Vico Appennino Centrale
- Ferrovia Atena Lucana-Marsico Nuovo
- Ferrovia Bagnolo in Piano-Carpi
- Ferrovia Barco-Montecchio
- Ferrovia Bari-Matera-Montalbano Jonico dismessa tra Matera Sud e Montalbano Jonico
- Ferrovia Bergamo-Clusone della Valle Seriana
- Ferrovia Bergamo-Piazza Brembana della Valle Brembana
- Ferrovia Biella-Balma
- Ferrovia Biella-Cossato-Vallemosso
- Ferrovia Biella-Mongrando
- Ferrovia Bitonto-Santo Spirito
- Ferrovia Bribano-Agordo
- Ferrovia Bolzano-Caldaro
- Ferrovia Budrio-Massalombarda
- Ferrovia Calalzo-Dobbiaco delle Dolomiti o Dolomitenbahn
- Ferrovia Cana-Arcille-Grosseto
- Ferrovia Cana-Arcille-Rispescia
- Ferrovia Carnia-Tolmezzo-Villa Santina
- Ferrovia Castel Bolognese-Riolo Bagni
- Ferrovia Castelraimondo-Camerino
- Ferrovia Castellanza-Mendrisio di Valmorea dismessa tra Castellanza e Malnate Olona
- Ferrovia Chieti città-Chieti stazione
- Ferrovia Chioggia-Porto di Chioggia
- Ferrovia Cividale-Caporetto
- Ferrovia Cividale-Tarcetta
- Ferrovia Cogne-Acque Fredde
- Ferrovia Como-Varese dismessa tra Grandate-Breccia e Bivio Quadronna
- Ferrovia Cremona-Iseo dismessa tra Cremona e Rovato FN
- Ferrovia Crotone-Petilia Policastro
- Ferrovia Crotone-Timpa Grande
- Ferrovia sopraelevata dell'Esposizione di Milano
- Ferrovia Ferrara-Copparo
- Ferrovia Ferrara-Modena
- Ferrovia Fossacesia-Torino di Sangro-Archi parte della Ferrovia Sangritana; dismessa tra Saletti e Archi
- Ferrovia Frugarolo-Basaluzzo
- Ferrovia Gairo Taquisara-Jerzu
- Ferrovia decauville Gariglione-Differenze
- Ferrovia Genova Terralba-Acciaieria Falck delle Gavette
- Ferrovia Ghirla-Ponte Tresa
- Ferrovia Gioiosa Jonica-Mammola
- Ferrovia Gozzano-Alzo
- Ferrovia Grignasco-Coggiola
- Ferrovia Intra-Premeno
- Ferrovia Isili-Villacidro
- Ferrovia L'Aquila-Capitignano
- Ferrovia La Spezia Centrale-Arsenale dell'Arsenale
- Ferrovia La Thuile-Arpy
- Ferrovia Lagonegro-Castrovillari-Spezzano Albanese
- Ferrovia Lana-Postal
- Ferrovia Macomer-Bosa[11] dismessa tra Macomer FS e Macomer ARST e tra Bosa Marina e Bosa
- Ferrovia Mandela-Subiaco
- Ferrovia Mantova-Peschiera
- Ferrovia Marina di San Vito-Castel di Sangro parte della Ferrovia Sangritana; dismesso il vecchio tracciato a scartamento ridotto
- Ferrovia Marmifera Privata di Carrara
- Ferrovia Massa Marittima-Follonica
- Ferrovia Massalombarda-Imola-Fontanelice
- Ferrovia Menaggio-Porlezza
- Ferrovia Modena-Mirandola
- Ferrovia Modena-Vignola
- Ferrovia Monteponi-Portovesme
- Ferrovia Montepulciano-Fontago
- Ferrovia di Monterufoli
- Ferrovia Montevecchio Sciria-San Gavino Monreale
- Ferrovia Monti-Tempio
- Ferrovia Macomer-Nuoro dismessa tra Macomer FS e Macomer ARST e tra Nuoro (1958) e Nuoro (1889)
- Ferrovia Ora-Predazzo della Val di Fiemme
- Ferrovia Orbetello-Porto Santo Stefano dell'Argentario
- Ferrovia Ortona-Crocetta parte della Ferrovia Sangritana; dismessa tra Caldari e Crocetta
- Ferrovia Padova-Piazzola-Carmignano
- Ferrovia Pescara-Penne
- Ferrovia Piacenza-Bettola
- Ferrovia Pisa-Tirrenia-Livorno
- Ferrovia Ponte Tresa-Luino
- Ferrovia Porto San Giorgio-Amandola
- Ferrovia Portomaggiore-Dogato
- Ferrovia Potenza-Pignola-Laurenzana
- Ferrovia Pracchia-San Marcello Pistoiese-Mammiano Alto Pistoiese
- Ferrovia Precenicco-Gemona del Friuli
- Ferrovia Pugliano-Vesuvio
- Ferrovia Rocchette-Arsiero
- Ferrovia Rocchette-Asiago
- Ferrovia Roma-Fiuggi-Alatri-Frosinone dismessa tra Giardinetti e Frosinone SFV
- Ferrovia Reggio Emilia-Boretto
- Ferrovia Rimini-Novafeltria
- Ferrovia Sacile-Vittorio Veneto
- Ferrovia San Giovanni Suergiu-Iglesias
- Ferrovia Sant'Ellero-Saltino
- Ferrovia Sassari-Alghero dismessa tra Alghero Sant'Agostino e Alghero Porto
- Ferrovia Schio-Rocchette
- Ferrovia mineraria Sikelia
- Ferrovia Siliqua-San Giovanni Suergiu-Calasetta
- Ferrovia Siracusa-Ragusa-Vizzini
- Ferrovia Soverato-Chiaravalle Centrale
- Ferrovia Spezzano-Zoccalia
- Ferrovia Spoleto-Norcia
- Ferrovia Stresa-Mottarone
- Ferrovia Susa-Saint-Michel-de-Maurienne del Moncenisio
- Ferrovia Thiene-Rocchette
- Ferrovia Tirso-Chilivani
- Ferrovia Tolmezzo-Paluzza-Moscardo del Bût
- Ferrovia Torrebelvicino-Schio
- Ferrovia Tortona-Castelnuovo Scrivia
- Ferrovia Varese-Luino della Valganna
- Ferrovia Verona-Caprino-Garda
- Ferrovia Vibo Valentia-Mileto
- Ferrovia Villa Santina-Comeglians
- Ferrovia Villamar-Ales
- Ferrovia Voghera-Varzi

### Linee senza traffico

#### Linee delle Ferrovie dello Stato
- Ferrovia Alessandria-Cavallermaggiore[11] senza traffico tra Alba e Alessandria
- Ferrovia Alessandria-Ovada
- Ferrovia Aosta-Pré-Saint-Didier
- Ferrovia Asciano-Monte Antico della Val d'Orcia[11]
- Ferrovia Avellino-Rocchetta Sant'Antonio[11]
- Ferrovia Benevento-Campobasso[11]
- Ferrovia Campobasso-Isernia
- Ferrovia Castagnole-Asti-Mortara[11]
- Ferrovia Catania-Gela senza traffico tra Caltagirone e Gela
- Ferrovia Ceva-Ormea[11]
- Ferrovia Chivasso-Asti[11]
- Ferrovia Civitavecchia-Orte
- Ferrovia Cuneo-Mondovì
- Ferrovia Gemona del Friuli-Casarsa[11] senza traffico tra Gemona e Pinzano
- Ferrovia Novara-Varallo[11]
- Ferrovia Palazzolo-Paratico[11] senza traffico tra Palazzolo sull'Oglio e Paratico-Sarnico
- Ferrovia Palermo-Trapani Via Milo (riapertura prevista per il 2025)
- Ferrovia Pinerolo-Torre Pellice
- Ferrovia Rocchetta Sant'Antonio-Gioia del Colle[11]
- Ferrovia Sacile-Pinzano[11] senza traffico tra Maniago e Pinzano
- Ferrovia Santhià-Arona
- Ferrovia Santo Stefano di Magra-Sarzana
- Ferrovia Sicignano degli Alburni-Lagonegro
- Ferrovia Sulmona-Isernia[11]
- Ferrovia Torre Annunziata-Castellammare-Gragnano senza traffico tra Castellammare di Stabia e Gragnano
- Ferrovia Tortona-Novi Ligure
- Ferrovia Vairano-Isernia senza traffico tra Roccaravindola e Isernia
- Ferrovia Velletri-Terracina senza traffico tra Priverno e Terracina
- Ferrovia Vercelli-Casale-Valenza senza traffico tra Vercelli e Casale Monferrato

#### Linee di altri gestori
Tratte gestite da Ferrovie della Calabria (FC)
Di proprietà della Regione Calabria:
- Ferrovia Gioia Tauro-Cinquefrondi sospesa dal 2011
- Ferrovia Gioia Tauro-Palmi-Sinopoli sospesa dal 2011

Tratte gestite da Trieste Trasporti
Di proprietà del Comune di Trieste:
- Tranvia di Opicina sospesa dal 2016

### Varianti di tracciato
- Albacina-Fabriano ferrovia Roma-Ancona
- Arcola-Romito-Sarzana ferrovia Genova-Pisa
- Ascea-PM San Mauro la Bruca ferrovia Salerno-Reggio Calabria Tirrenica Meridionale
- Bitetto Palo del Colle-Acquaviva delle Fonti ferrovia Bari-Taranto
- Bolotana-Tirso ferrovia Macomer-Nuoro
- Bolzano-Bivio per l'Oltradige ferrovia Bolzano-Merano
- Bolzano Novarese-Borgomanero "variante di Gozzano" ferrovia Novara-Gozzano-Domodossola
- Bondeno-Casello 61 ferrovia Suzzara-Ferrara
- Bonorva-Campeda ferrovia Cagliari-Golfo Aranci
- Campofelice-Fiumetorto ferrovia Palermo-Messina
- Cardano-Ponte Gardena ferrovia Verona-Innsbruck del Brennero
- Carruba-Catania ferrovia Messina-Siracusa
- Casteldebole-Casalecchio di Reno ferrovia Bologna-Pistoia Porrettana
- Cavi-Manarola ferrovia Genova-Pisa
- Cernusco Merate-Calolziocorte Olginate ferrovia Milano-Lecco
- Colle di Compito-Castelvecchio di Compito ferrovia Lucca-Pontedera †
- Colle Isarco-Terme del Brennero ferrovia Verona-Innsbruck del Brennero
- Domegliara-Dolce' ferrovia Verona-Innsbruck del Brennero
- Galliate-Novara Nord ferrovia Novara-Seregno
- Genova Pegli-Genova Voltri ferrovia Genova-Ventimiglia
- Genova Voltri-Finale Ligure Marina ferrovia Genova-Ventimiglia
- Gioia del Colle-Palagiano ferrovia Bari-Taranto
- Iscra-Orotelli ferrovia Macomer-Nuoro
- Imperia Porto Maurizio-Bordighera ferrovia Genova-Ventimiglia
- Maerne di Martellago-Venezia Mestre ferrovia Trento-Venezia
- Marcellinara-Catanzaro Lido ferrovia Lamezia Terme-Catanzaro Lido
- Marinella-Venusio ferrovia Bari-Matera-Montalbano Jonico
- Messina Scalo-Novara Montalbano Furnari ferrovia Palermo-Messina
- Milano Rogoredo-Locate Triulzi ferrovia Milano-Genova
- Montalto Rose-Cosenza ferrovia Cosenza-Sibari
- Montesilvano-Pescara Porta Nuova ferrovia Adriatica
- Narni Amelia-Nera Montoro ferrovia Roma-Ancona
- Nogara-Tavernelle Emilia ferrovia Bologna-Verona
- Occhiobello-Ferrara "variante di Pontelagoscuro" ferrovia Padova-Bologna
- Oniferi-Prato Sardo ferrovia Macomer-Nuoro
- Pabillonis-Sanluri Stato ferrovia Cagliari-Golfo Aranci
- Paola-Castiglione Cosentino ferrovia Paola-Cosenza
- PC Citerna Taro-Solignano-Berceto ferrovia Pontremolese
- Perarolo di Cadore-Sottocastello Tai ferrovia Belluno-Calalzo
- Ponte Casalduini-Benevento ferrovia Napoli-Foggia
- Populonia-Fiorentina di Piombino ferrovia Campiglia Marittima-Piombino
- Praja Ajeta Tortora-Marcellina Verbicaro Orsomarso ferrovia Salerno-Reggio Calabria Tirrenica Meridionale
- Prosecco-Confine di Stato ferrovia Meridionale
- Rescaldina (1887)-Castellanza ferrovia Novara-Seregno
- Rifornitore-Olmedo ferrovia Sassari-Alghero
- Ripalta-San Severo ferrovia Adriatica
- Roma Casilina-Acqua Acetosa ferrovia Roma-Albano
- Roma Casilina-Casabianca ferrovia Roma-Velletri
- Roma Porta Maggiore-Ciampino ferrovia Roma-Frascati
- Rovittello-Linguaglossa ferrovia Catania-Riposto Circumetnea
- Rubiera-Modena ferrovia Milano-Bologna
- San Marco Roggiano-Mongrassano Cervicati ferrovia Cosenza-Sibari
- San Nicandro Garganico-Cagnano Varano ferrovia San Severo-Peschici
- Sant'Angelo in Formis-Alvignano Napoli-Piedimonte Matese Alifana
- Saronno-Ceriano Laghetto ferrovia Novara-Seregno
- Silanus-Lei ferrovia Macomer-Nuoro
- Soliera Modenese-Modena ferrovia Verona-Mantova-Modena
- Targia-Siracusa ferrovia Messina-Siracusa
- Terralba-Bogliasco ferrovia Genova-Pisa
- Tollo-San Salvo ferrovia Adriatica
- Tor di Quinto-La Celsa ferrovia Roma-Civita Castellana-Viterbo
- Tricesimo San Pelagio-Confine di Stato ferrovia Udine-Tarvisio Pontebbana
- Troia-Foggia ferrovia Napoli-Foggia
- Verona Porta Nuova Scalo-Dossobuono ferrovia Verona-Mantova-Modena
- Villa Claudia-Nettuno ferrovia Albano-Nettuno
- Villafranca Bagnone-Santo Stefano di Magra "variante di Aulla" ferrovia Pontremolese

### Linee progettate, incompiute o mai attivate
- Ferrovia Bertiolo-Palmanova-Savogna
- Ferrovia Bivio Orba-Felizzano[senza fonte]
- Ferrovia Bronte-Cuccovia[senza fonte]
- Ferrovia Canicattì-Caltagirone
- Ferrovia Cormons-Redipuglia
- Ferrovia dello Stelvio
- Ferrovia del passo del Forno
- Ferrovia del Resia
- Ferrovia Formigine-Pavullo[12]
- Ferrovia Lecco-Taceno
- Ferrovia Leonforte-Nicosia
- Ferrovia Palermo-Salaparuta
- Ferrovia Pordenone-Aviano[13]
- Ferrovia Rolo-Mirandola
- Ferrovia Roma-Giulianova
- Ferrovia Roma-San Benedetto del Tronto Salaria
- Ferrovia Salemi-Kaggera
- Ferrovia Santo Stefano di Camastra-Reitano-Mistretta
- Ferrovia Teglio Veneto-Bertiolo-Udine Direttissima del Friuli Centrale
- Ferrovia Tor Pignattara-Piazza Santa Croce diramazione della ferrovia Roma-Fiuggi-Alatri-Frosinone[senza fonte]
- Ferrovia Udine-Castions di Strada
- Ferrovia Udine-Majano
- Ferrovia Vigna Clara-Roma Smistamento Cintura Nord seconda linea
- Progetto di ferrovia Genova-Piacenza
- Progetto di ferrovia Rieti-Avezzano
- Progetto di ferrovia Santarcangelo di Romagna-Urbino Subappennina

### Ferrovie turistiche
Operano antiche linee ferroviarie chiuse al traffico ordinario, con mezzi d'epoca debitamente restaurati.
- FTI - Ferrovie Turistiche Italiane
- Trenino Verde (Ferrovie della Sardegna)
- Trenino della Sila (Ferrovie della Sila)
- Fondazione FS Italiane

## Storia delle ferrovie nelle regioni italiane
- Rete ferroviaria dell'Abruzzo
- Rete ferroviaria della Basilicata
- Rete ferroviaria della Calabria
- Rete ferroviaria della Campania
- Rete ferroviaria dell'Emilia-Romagna
- Rete ferroviaria del Friuli-Venezia Giulia
- Rete ferroviaria del Lazio
- Rete ferroviaria della Liguria
- Rete ferroviaria della Lombardia
- Rete ferroviaria delle Marche
- Rete ferroviaria del Molise
- Rete ferroviaria del Piemonte
- Rete ferroviaria della Puglia
- Rete ferroviaria della Sardegna
- Rete ferroviaria della Sicilia
- Rete ferroviaria della Toscana
- Rete ferroviaria del Trentino-Alto Adige
- Rete ferroviaria dell'Umbria
- Rete ferroviaria della Valle d'Aosta
- Rete ferroviaria del Veneto